# یو سونگ مین
یو سونگ مین (کره‌ای: 유승민؛ زادهٔ ۷ ژانویه ۱۹۵۸) اقتصاددان و سیاستمدار اهل کره جنوبی است. او پیش از این عضو مجلس ملی بود و در انتخابات ریاست‌جمهوری ۲۰۱۷ نامزد حزب بارون شد. یو فرزند یو سو هو، وکیل و رئیس دادگاه ده‌گو و نماینده فقید مجلس ملی برای ناحیه جونگ‌گو از ده‌گو است.